# Jeri Taylor
Jeri Taylor, född 30 juni 1938 i Bloomington, Indiana, död 24 oktober 2024, var en TV-manusförfattare och producent som är känd för sina bidrag till Star Trek-serierna Star Trek: The Next Generation och Star Trek: Voyager.